# نیو ایل-هان
نیو ایل-هان (به انگلیسی: New Il-han) (زاده ۱۵ ژانویه ۱۸۵۹ - درگذشته ۱۱ مارس ۱۹۷۱) کارآفرین، داروساز و نیکوکار کره‌ای بود، که در سال ۱۹۲۶ شرکت یوهان را تأسیس نمود.